# Véronique Chantel
Pour les articles homonymes, voir Chantel.
 (mars 2024).
La mise en forme du texte ne suit pas les recommandations de Wikipédia : il faut le « wikifier ».
Les points d'amélioration suivants sont les cas les plus fréquents. Le détail des points à revoir est peut-être précisé sur la page de discussion.
- Les titres sont pré-formatés par le logiciel. Ils ne sont ni en capitales, ni en gras.
- Le texte ne doit pas être écrit en capitales (les noms de famille non plus), ni en gras, ni en italique, ni en « petit »…
- Le gras n'est utilisé que pour surligner le titre de l'article dans l'introduction, une seule fois.
- L'italique est rarement utilisé : mots en langue étrangère, titres d'œuvres, noms de bateaux, etc.
- Les citations ne sont pas en italique mais en corps de texte normal. Elles sont entourées par des guillemets français : « et ».
- Les listes à puces sont à éviter, des paragraphes rédigés étant largement préférés. Les tableaux sont à réserver à la présentation de données structurées (résultats, etc.).
- Les appels de note de bas de page (petits chiffres en exposant, introduits par l'outil «  Source ») sont à placer entre la fin de phrase et le point final[comme ça].
- Les liens internes (vers d'autres articles de Wikipédia) sont à choisir avec parcimonie. Créez des liens vers des articles approfondissant le sujet. Les termes génériques sans rapport avec le sujet sont à éviter, ainsi que les répétitions de liens vers un même terme.
- Les liens externes sont à placer uniquement dans une section « Liens externes », à la fin de l'article. Ces liens sont à choisir avec parcimonie suivant les règles définies. Si un lien sert de source à l'article, son insertion dans le texte est à faire par les notes de bas de page.
- La présentation des références doit suivre les conventions bibliographiques. Il est recommandé d'utiliser les modèles {{Ouvrage}}, {{Chapitre}}, {{Article}}, {{Lien web}} et/ou {{Bibliographie}}. Le mode d'édition visuel peut mettre en forme automatiquement les références.
- Insérer une infobox (cadre d'informations à droite) n'est pas obligatoire pour parachever la mise en page.

Pour une aide détaillée, merci de consulter Aide:Wikification.
Si vous pensez que ces points ont été résolus, vous pouvez retirer ce bandeau et améliorer la mise en forme d'un autre article.
Véronique Chantel était une traductrice employée par Nintendo of Europe.

## Biographie
De 1992 à 1995, Véronique Chantel traduit en français plusieurs jeux édités par Nintendo, dont The Legend of Zelda: Link's Awakening, Donkey Kong Country ou encore Secret of Mana.
Elle est licenciée en 1995 (probablement, d'après son collègue Claude Moyse, à la suite d'une discussion malencontreuse avec Takashi Tezuka). Julien Bardakoff lui succède en tant que traducteur français.
Véronique Chantel meurt d’un cancer en 2012.

## Travaux crédités[3]
- The Legend of Zelda: Link's Awakening : Textes français
- Donkey Kong Country : Remerciements
- Donkey Kong Country 2: Diddy's Kong Quest : Remerciements
- Secret of Mana : Traduction française[4]
- Illusion of Time : Textes français
- Secret of Evermore : Textes français
- Super Mario World 2: Yoshi's Island : Remerciements

## Traductions notables
Les traductions de Véronique Chantel sont souvent pleines d'esprit et de tournures inventives. C'est le cas notamment de la traduction de Zelda: Link's Awakening, dont les personnages inspirés de Twin Peaks ont des dialogues français éthérés et mystérieux conforme à l'esprit original ; ou encore des noms de niveaux allitératifs de Donkey Kong Country.
Devant participer à la traduction de plusieurs jeux vidéo de rôle, Véronique Chantel se documente en bibliothèque pour traduire par exemple les noms d'armes. Elle prend également le parti de franciser largement les noms propres ; c'est ainsi que l'île « Koholint » de Zelda: Link's Awakening devient en français l'île « Cocolint », ou qu'au sein de Secret of Evermore la ville de « Podunk » devient « Pontoise ».
Un enjeu à l'époque est que le texte final ne doit pas excéder en nombre de caractères celui de la version originale (japonaise ou anglaise). Cela oblige à ajuster le texte français pour conserver le sens original tout en utilisant le moins de mots possibles.
Pour assurer la qualité du produit final, elle joue au jeu une fois la traduction intégrée. Elle se rend également au Japon pour discuter avec les programmeurs. C'est ainsi que la traduction française de Zelda: Link's Awakening inclut des détails spécialement intégré par les programmeurs pour la version française – comme une ligature sur le mot « Triangle » pour éviter un saut de ligne disgracieux, ou une tentative finalement abandonnée d'afficher des accents sur les lettres majuscules.

## Critiques
Certaines des traductions de Véronique Chantel manquent parfois de fidélité au texte original, voire comportent des contresens – notamment celles des jeux de Square,. Les traductions se font en un ou deux mois, à partir d’une version anglaise traduite du japonais (tel que Secret of Mana), et ne laissent pas la place à une relecture de qualité. De trop grandes largesses dans la francisation des noms sont également critiquées.